# ベンジャミン・グールド
ベンジャミン・アプソープ・グールド（英: Benjamin Apthorp Gould、1824年9月27日 - 1896年11月26日）は、アメリカ合衆国の天文学者である。1849年、天文学の学術雑誌『アストロノミカルジャーナル』を創刊し、アメリカ合衆国の天文学の水準を高めるのに努力した。

## 生涯
マサチューセッツ州のボストンに生まれた。1844年ハーバード大学を卒業すると、ヨーロッパに3年間滞在し、ガウスのいるゲッティンゲン天文台などで、当時先進的であったドイツの天文学の中で学んだ。ドイツの天文学雑誌『アストロノミシェ・ナハリヒテン』の創刊者ハインリッヒ・シューマッハとも親しくなった。
1848年アメリカに戻ると、1849年アストロノミカルジャーナルを創刊し、資金面や記事の確保など厳しい環境のなかで、発行を維持した。1852年から1867年の間アメリカ政府沿岸調査局の経度部に働き、初めて電信を利用してヨーロッパとアメリカの経度差を測定した。ニューヨークの市民によって建設されたオルバニー天文台の仕事を行い1855年に所長を引き受けるが、新しい設備を購入し研究を重視する運営を批判されて1859年その職を追われた。1861年南北戦争の勃発により『アストロノミカルジャーナル』も休刊した。1864年から1867年の間は、マサチューセッツ州のケンブリッジに私設天文台を建設し観測を行った。
1868年アルゼンチン政府の要請によりコルドバの天文台の建設に携わり、初代所長となった。コルドバ天文台での観測から南半球の73,160個の星表、Uranometria Argentinaを発表した。またさらに星を追加した『一般星表』を発表した。1885年にアメリカ合衆国に戻り、『アストロノミカルジャーナル』を復刊し1896年まで編集を続けた。

## 賞
- 王立天文学会ゴールドメダル (1883年)
- ジェームズ・クレイグ・ワトソン・メダル（1887年）

## 命名
- グールド・ベルト：銀河赤道に対してやや傾いた帯状の明るい星が多い領域。